# Scirpophaga
Scirpophaga és un gènere d'arnes de la família Crambidae descrit per Georg Friedrich Treitschke el 1832.

## Taxonomia
- Complex d'espècies praelata
  - Scirpophaga gilviberbis Zeller, 1863
  - Scirpophaga humilis Wang, Li & Chen, 1986
  - Scirpophaga imparellus (Meyrick, 1878)
  - Scirpophaga melanoclista Meyrick, 1935
  - Scirpophaga nivella (Fabricius, 1794)
  - Scirpophaga parvalis (Wileman, 1911)
  - Scirpophaga percna Common, 1960
  - Scirpophaga praelata (Scopoli, 1763)
  - Scirpophaga phaedima Common, 1960
  - Scirpophaga xantharrenes Common, 1960
  - Scirpophaga xanthopygata Schawerda, 1922
- Complex d'espècies excerptalis
  - Scirpophaga adunctella Chen, Song & Wu, 2006
  - Scirpophaga bradleyi Lewvanich, 1981
  - Scirpophaga brunnealis (Hampson, 1919)
  - Scirpophaga excerptalis (Walker, 1863)
  - Scirpophaga flavidorsalis (Hampson, 1919)
  - Scirpophaga khasis Lewvanich, 1981
  - Scirpophaga linguatella Chen, Song & Wu, 2006
  - Scirpophaga magnella de Joannis, 1930
  - Scirpophaga ochritinctalis (Hampson, 1919)
  - Scirpophaga xanthogastrella (Walker, 1863)
  - Scirpophaga tongyaii Lewvanich, 1981
- Complex d'espècies occidentella
  - Scirpophaga fusciflua Hampson, 1893
  - Scirpophaga goliath Marion & Viette, 1953
  - Scirpophaga marginepunctellus (de Joannis, 1927)
  - Scirpophaga occidentella (Walker, 1863)
  - Scirpophaga ochroleuca Meyrick, 1882
  - Scirpophaga serenus (Meyrick, 1935)
  - Scirpophaga subumbrosa Meyrick, 1933
  - Scirpophaga virginia Schultze, 1908
- Complex d'espècies lineata
  - Scirpophaga lineata (Butler, 1879)
  - Scirpophaga auristrigellus (Hampson, 1896)
  - Scirpophaga aurivena (Hampson, 1903)
- Complex d'espècies incertulas
  - Scirpophaga incertulas (Walker, 1863)
  - Scirpophaga innotata (Walker, 1863)
- Complex d'espècies gotoi
  - Scirpophaga gotoi Lewvanich, 1981
- Complex d'espècies whalleyi
  - Scirpophaga whalleyi Lewvanich, 1981
- Grup d'espècies desconegudes
  - Scirpophaga bipunctatus (Rothschild in Sjöstedt, 1926)
  - Scirpophaga fulvilinealis Hampson, 1900
  - Scirpophaga kumatai Lewvanich, 1981
  - Scirpophaga micraurea Sasaki, 1994
  - Scirpophaga nepalensis Lewvanich, 1981
  - Scirpophaga terrella Hampson, 1896